# Émile Picard

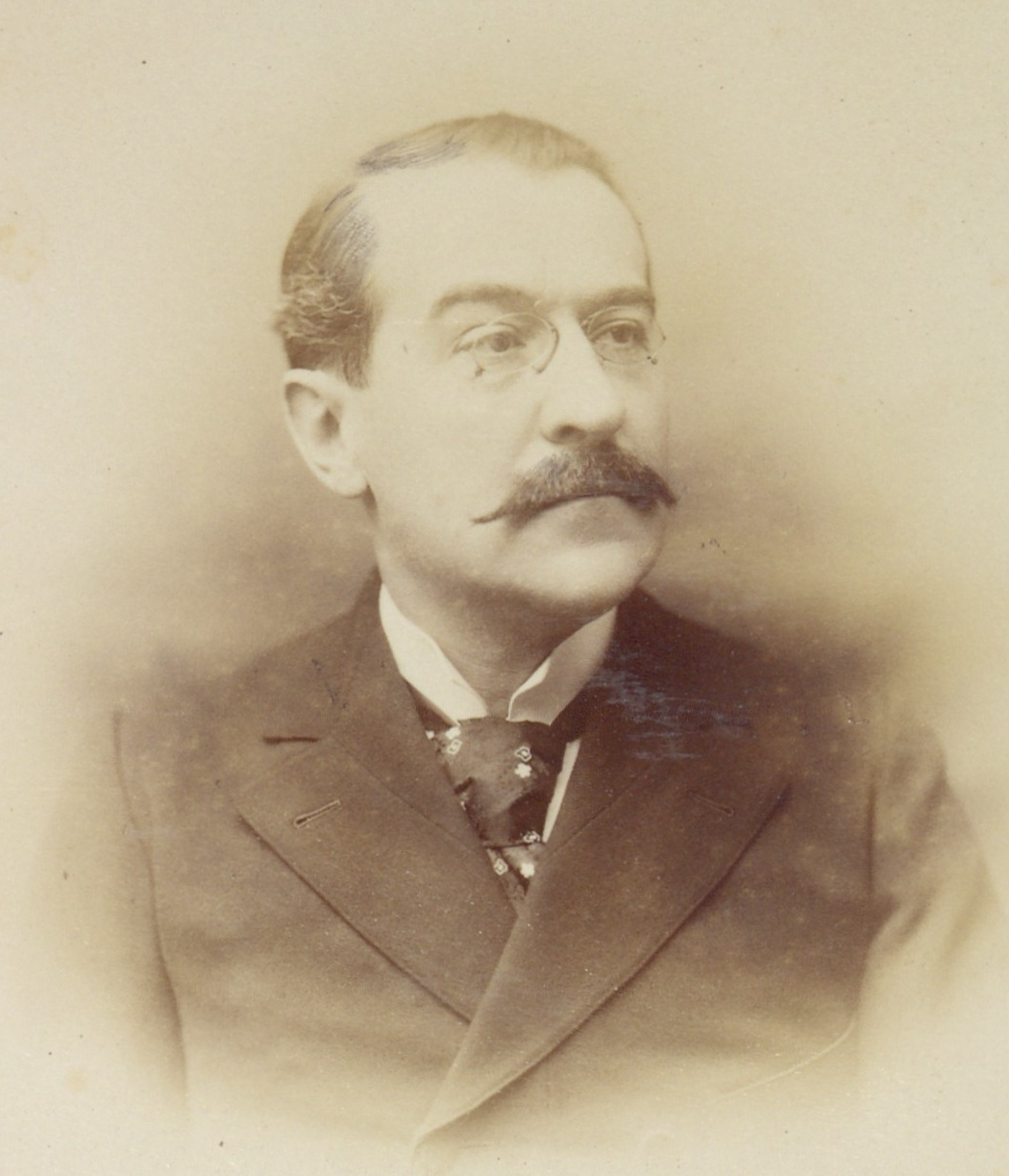
Émile Picard vor 1909

Charles Émile Picard (* 24. Juli 1856 in Paris; † 11. Dezember 1941 ebenda) war ein französischer Mathematiker.

## Leben und Wirken

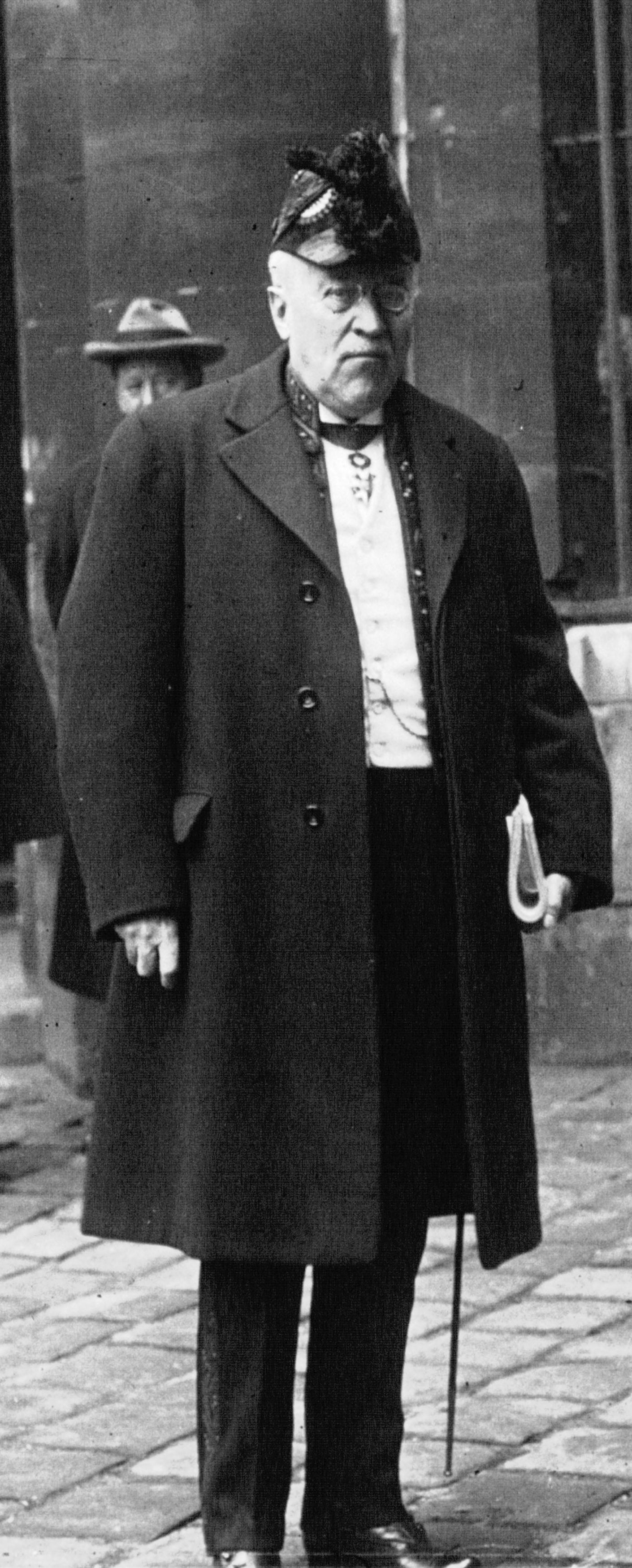
Émile Picard, 1926

Sein Vater war Besitzer einer Seidenfabrik. Er starb aber 1870 bei der Belagerung von Paris (→Deutsch-Französischer Krieg), und die danach völlig verarmte Familie (Émile und sein jüngerer Bruder) musste durch die Arbeit der Mutter durchgebracht werden. Picard war auf dem Lycée Henri IV einer der besten Schüler, speziell in klassischer Philologie, und bei den Eingangstests für die Eliteschulen École polytechnique und die École normale supérieure (ENS) zweiter bzw. erster. Da er nach einem Vortrag von Louis Pasteur für die Wissenschaften begeistert war (damals besonders an der ENS gepflegt, während die Polytechnique eher Ingenieure ausbildete), wählte er die ENS, wo er 1877 seinen Abschluss machte, als erster seiner Klasse. Er war ein Jahr Assistent an seiner Alma Mater, wurde 1878 Dozent an der Universität von Paris und 1879 Professor an der Universität Toulouse. 1881 wurde er Maître de conférences für Mechanik und Astronomie an der ENS und 1885 als Nachfolger von Jean-Claude Bouquet Professor für Differentialrechnung an der Sorbonne. Er war auch von 1894 bis 1937 Professor an der École Centrale Paris, wo er hauptsächlich Ingenieure unterrichtete.
Picard lieferte wichtige Beiträge zur Funktionentheorie, Analysis, Algebra und Geometrie. Bekannt sind der Picardsche Satz (1879), das Picardsche Iterationsverfahren in der Theorie der Differentialgleichungen, mit dem der Satz von Picard-Lindelöf üblicherweise bewiesen wird. In dem zweibändigen Théorie des fonctions algébraiques de deux variables indépendantes (1897, 1906) mit Georges Simart (1846–1921) untersuchte er Integrale algebraischer Funktionen auf algebraischen Flächen.
Picard beschäftigte sich auch mit Fragen der mathematischen Physik, so untersuchte er die Ausbreitung elektrischer Pulse in Drähten (Leitungsgleichung).
Als Hochschullehrer war er für seine hervorragenden Vorlesungen bekannt; sein Schüler Jacques Hadamard nannte sie sogar die perfektesten, die er je gehört habe. Das spiegelt sich auch in seinem Traité d'Analyse wider, der sofort nach Erscheinen zu einem Klassiker wurde.
Von 1884 bis 1917 war er korrespondierendes Mitglied der Göttinger Akademie der Wissenschaften. 1889 wurde er in die Pariser Akademie der Wissenschaften gewählt (nachdem er schon 1881 erfolglos dafür nominiert wurde). 1917 bis 1941 war er ihr ständiger Sekretär. 1888 erhielt er den großen Preis der Akademie und 1886 den Poncelet-Preis. 1898 wurde er Ehrenmitglied der London Mathematical Society und 1899 auswärtiges Mitglied der Königlich Dänischen Akademie der Wissenschaften. 1903 wurde er sowohl in die American Academy of Arts and Sciences als auch in die National Academy of Sciences gewählt und 1909 als auswärtiges Mitglied (Foreign Member) in die Royal Society. Die Académie royale des Sciences, des Lettres et des Beaux-Arts de Belgique nahm ihn im Dezember 1910 als assoziiertes Mitglied auf. 1920 wurde er Ehrenmitglied (Honorary Fellow) der Royal Society of Edinburgh. 1932 erhielt er das Großkreuz der Ehrenlegion. 1924 wurde er Mitglied der Académie française. 1920 war er Präsident des Internationalen Mathematikerkongresses in Straßburg. 1937 erhielt er die Mittag-Leffler-Goldmedaille.
1908 hielt er einen Plenarvortrag auf dem Internationalen Mathematikerkongress in Rom (La mathématique dans ses rapports avec la physique). Nach dem Ersten Weltkrieg war er eine der treibenden Kräfte auf französischer Seite, Deutschland und Österreich aus der Internationalen Mathematischen Union (IMU) und von den Internationalen Mathematikerkongressen (was ihm nur bis 1928 gelang) auszuschließen. Das hatte einen sehr schädlichen Einfluss auf die internationale mathematische Zusammenarbeit, insbesondere da Picard 1919 bis 1936 Präsident des International Research Council war, aus dem die IMU hervorging. 1884 und 1897 war er Präsident der Société Mathématique de France.
Der Asteroid (29613) Charlespicard wurde 2002 nach ihm benannt.
Picard heiratete 1881 eine Tochter des Mathematikers Charles Hermite, dessen Werke er auch mit herausgab. Das Paar hatte eine Tochter und zwei Söhne, die beide im Ersten Weltkrieg fielen.

## Schriften (Auswahl)
- Traité d'analyse. 3 Bände Éditions Jacques Gabay, Sceaux 1991 (zuerst 1891 bis 1896).